# Brendan Mackay
Brendan Mackay (Calgary, 7 juni 1997) is een Canadese freestyleskiër. Hij vertegenwoordigde zijn vaderland op de Olympische Winterspelen 2022 in Peking.

## Carrière
Mackay maakte zijn wereldbekerdebuut in januari 2013 in Copper Mountain. In augustus 2013 scoorde de Canadees in Cardrona zijn eerste wereldbekerpunten. In maart 2017 behaalde hij in Tignes zijn eerste toptienklassering in een wereldbekerwedstrijd. Tijdens de wereldkampioenschappen freestyleskiën 2017 in de Spaanse Sierra Nevada eindigde Mackay als zevende in de halfpipe.
Op de wereldkampioenschappen freestyleskiën 2019 in Park City eindigde de Canadees als elfde in de halfpipe. In februari 2020 stond hij in Calgary voor de eerste maal in zijn carrière op het podium van een wereldbekerwedstrijd. In Aspen nam Mackay deel aan de wereldkampioenschappen freestyleskiën 2021. Op dit toernooi eindigde hij als zevende in de halfpipe. Op 30 december 2021 boekte de Canadees in Calgary zijn eerste wereldbekerzege. Tijdens de Olympische Winterspelen van 2022 in Peking eindigde hij als negende in de halfpipe.

## Resultaten

### Olympische Winterspelen
| Jaar | Plaats | Resultaten  |
| ---- | ------ | ----------- |
| 2022 | Peking | 9e Halfpipe |

### Wereldkampioenschappen
| Jaar | Plaats        | Resultaten   |
| ---- | ------------- | ------------ |
| 2017 | Sierra Nevada | 7e Halfpipe  |
| 2019 | Park City     | 11e Halfpipe |
| 2021 | Aspen         | 7e Halfpipe  |

### Wereldbeker
Eindklasseringen
| Seizoen   | Algm | HP     |
| --------- | ---- | ------ |
| 2013/2014 | 148e | 27e    |
| 2014/2015 | 157e | 27e    |
| 2016/2017 | 71e  | 13e    |
| 2017/2018 | 141e | 30e    |
| 2018/2019 | 50e  | 9e     |
| 2019/2020 | 13e  | 4e     |
| 2020/2021 | 14e  | Zilver |
| 2021/2022 | 4e   | Goud   |

Wereldbekerzeges
| Datum            | Plaats  | Onderdeel |
| ---------------- | ------- | --------- |
| 30 december 2021 | Calgary | Halfpipe  |
| 1 januari 2022   | Calgary | Halfpipe  |